# As Everything Unfolds
As Everything Unfolds ist eine britische Rockband aus High Wycombe, Buckinghamshire, England.

## Geschichte
Die Band wurde 2013 von Alex Paton und dem derzeitigen Gitarristen Adam Kerr gegründet. Ihre zweite EP, Closure, wurde 2018 veröffentlicht. Im September 2020 unterschrieb die Band bei Long Branch Records.  Am 26. März 2021 veröffentlichten sie mit Within Each Lies the Other ihr erstes Album in voller Länge. Sie traten sowohl 2021 als auch 2022 auf dem Download-Festival auf. Die Band war 2021 für die Heavy Music Awards in der Kategorie Best UK Breakthrough Band nominiert.
Am 13. Mai 2022 verließ Owen Hill die Band im Guten, um neue Ziele zu verfolgen.
Im Sommer 2024 spielte die Band einige Festivals, u. a. beim Wacken Open Air und Jera On Air, und war als Support von P.O.D. und Skindred auf Tournee. Im August 2024 verstarb Drummer Jamie Gowers, woraufhin die Band alle weiteren Auftritte, u. a. beim Pell Mell Festival und eine Deutschland-Tour als Support von Bury Tomorrow, absagte.

## Diskografie
Alben
- 2021: Within Each Lies the Other (Long Branch Records)
- 2023: Ultraviolet (Long Branch Records)

EPs
- 2017: Collide
- 2018: Closure